# 33928 Aswinsekhar
33928 Aswinsekhar este o planetă minoră (asteroid), cu un diametru de 4,51 km, din centura de asteroizi. A fost descoperită pe 6 iunie 2000 la Stația Anderson Mesa de Lowell Observatory Near-Earth-Object Search. 
Obiectul prezintă o orbită caracterizată de o semiaxă mare de 2,5989588 UAi, o excentricitate de 0,21, o înclinație de 11,99385 ° în raport cu ecliptica.